# 이농고

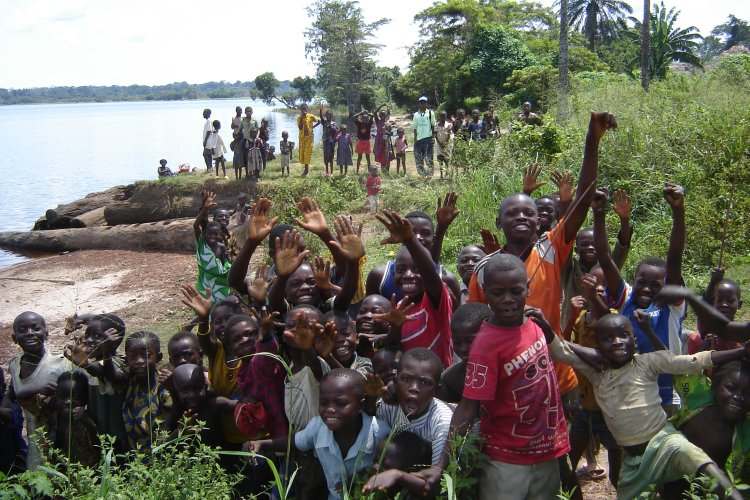

이농고(Inongo)는 콩고민주공화국 서부 마이은돔베주의 주도이다. 2009년 기준 추정 인구 수는 45,159명이다.

## 교통
이 마을에는 이농고 공항이 있다.